# 磁冻结效应
磁冻结效应是磁场的变化如同磁感线粘附在流体质元上，随流体一起运动，如同磁感线被“冻结”在了导电流体中一样。在磁流体力学的磁感应方程中：
{\displaystyle {\frac {\partial {\boldsymbol {B}}}{\partial t}}=\nabla \times ({\boldsymbol {v}}\times {\boldsymbol {B}})+\eta \nabla ^{2}{\boldsymbol {B}}}
如果磁雷诺数{\displaystyle R_{m}={\frac {l_{0}V_{0}}{\eta }}\gg 1}，或者流体的电导率{\displaystyle \sigma \to \infty }，则磁感应方程退化为冻结方程：
{\displaystyle {\frac {\partial {\boldsymbol {B}}}{\partial t}}=\nabla \times ({\boldsymbol {v}}\times {\boldsymbol {B}})}
磁冻结效应同时也意味着在理想导电流体中，在某一初始时刻位于磁感线上的流体质元，此后也一直位于这条磁感线上。
对于宇宙中的天体，往往具有很大的尺度，容易满足磁雷诺数远远大于1的条件，因此经常表现出磁冻结效应。